# Центральна церква ЄХБ «Дім Євангелія»
Львівська центральна баптистська церква — центральна церква євангельських християн баптистів у Львові за адресою: вул. Зелена, 11б.

## Історія
Храм Святої Урсули входив до складу монастиря ченців ордену домініканців-обсервантів. Будівництво монастиря та костелу тривало протягом 1678-1685 років на кошти польного коронного гетьмана Станіслава Яна Яблоновського. Ініціатором заснування монастиря домініканців-обсервантів був один із засновників обсервантського руху серед польських домініканців — о. Амброзій Скоковський.
Відомо, що 1731 року храм ще був дерев'яним. Будівля зведена у бароковому стилі з двома вежами та дещо увігнутим фасадом. У строгих, позбавлених декору, формах колишнього костелу відчувається вплив Північного класицизму XVII століття Авторство проєкту приписують нідерландцю Тильману ван Ґамерену. Львівська храм обсервантів був найменшим серед подібних монастирів цієї гілки домініканців у всій Речі Посполитій.
Під час касаційних реформ австрійського уряду кінця XVII століття, а саме у 1784 році монастир був закритий. У 1785 році будівлю передано у користування львівській громаді лютеран. У кірсі у 1843 році було відправлено заупокійну службу по російському генералу Петрові Вінгенштейну, який помер по дорозі на лікування мінеральними водами, прямуючи через Львів.
1878 року проведено реконструкцію у стилі класицизму за проектом Йозефа Енґеля. У 1870-х роках через витіснення німецької мови у сфері освіти та заміни її польською, німецька громада Львова, щоб не асимілюватись, створила власну школу при костелі Святої Урсули, яка проіснувала там до 1939 року. До того Євангельська школа знаходилася в будинку на вул. Кохановського, 18 (нинішня вул. Левицького).

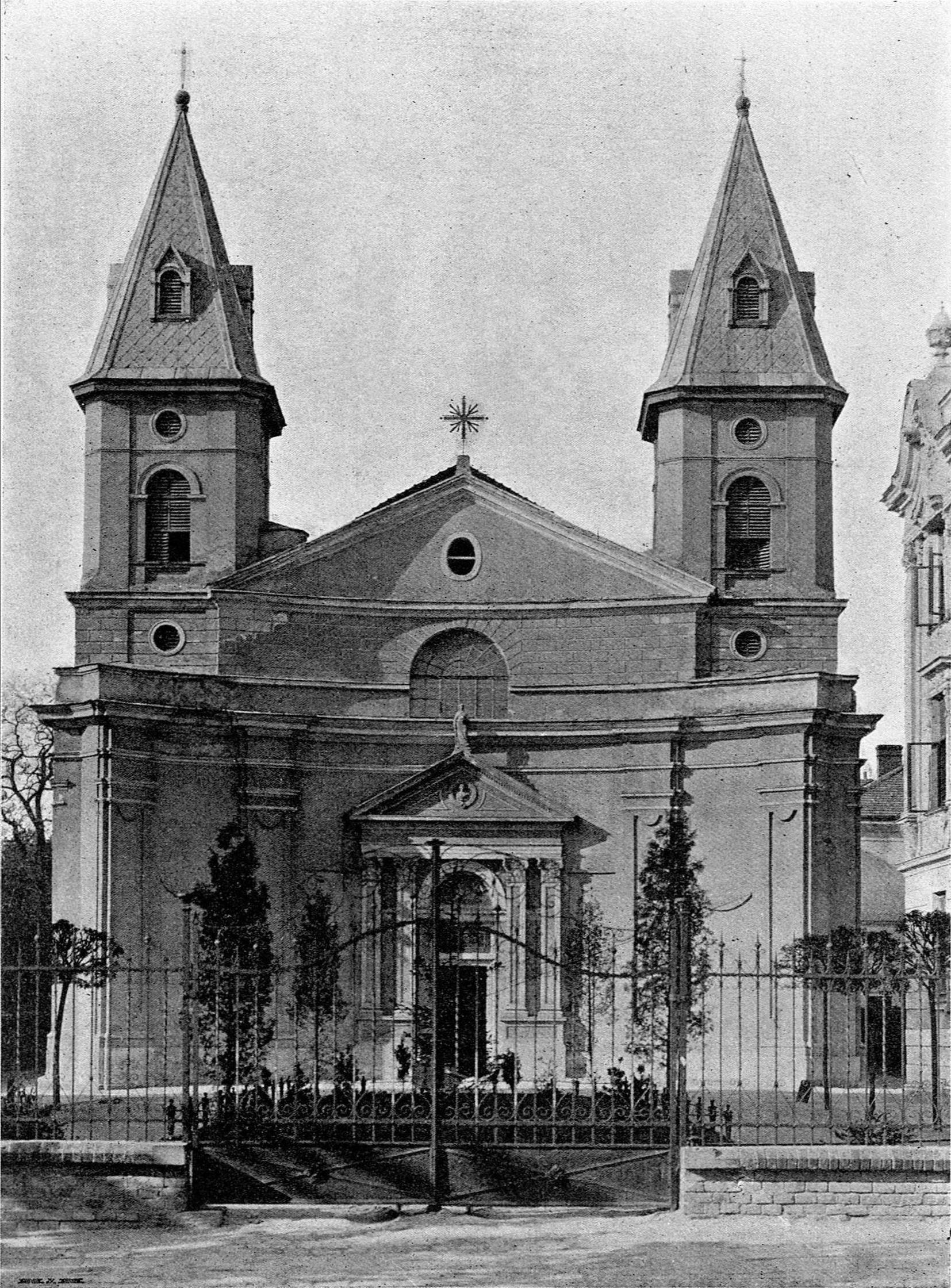
Костел святої Урсули, 1904 рік

У 1929 році на фасаді церкви була відкрито пам'ятні таблиці на честь 400-ліття протестантизму та 150-ліття організації євангельської лютеранської громади у Львові в 1778 році. 
У 1930-х роках в приміщенні кірхи містився кооператив пенсіонерів державних органів безпеки, що займався охороною приватних помешкань, складів, банків, підприємств, а також в будівлі містилася й профспілкова організація.
З приходом радянської влади храм було закрито, а у 1950-х роках перетворено на склад грамплатівок фірми «Мелодія».
Від 1985 року львівська громада євангельських християн - баптистів почала клопотати про передачу їй будівлі Храму Святої Урсули і на початку 1990-х років храм був переданий громаді. Перебудова та реставрація за проєктом Миколи Рибенчука були закінчені у 1997 році. Відновлений храм й донині служить храмом Львівської Центральної Баптистської Церкви.